# Prvenstvo ZNP 1936-1937
Il Prvenstvo Zagrebačkog nogometnog podsaveza 1936./37. (it. "Campionato della sottofederazione calcistica di Zagabria 1936-37") fu la diciottesima edizione del campionato organizzato dalla Zagrebački nogometni podsavez (ZNP), la ventiquattresima in totale, contando anche le 4 edizioni del Prvenstvo grada Zagreba (1918-1919) e le 2 del campionato del Regno di Croazia e Slavonia (1912-1914, composto esclusivamente da squadre di Zagabria).
Questa fu la terza edizione del Prvenstvo ZNP ad essere di seconda divisione, infatti le migliori squadre zagabresi militavano nel Državno prvenstvo 1936-1937, mentre i vincitori sottofederali avrebbero disputato gli spareggi per la promozione al campionato nazionale successivo.
Il torneo, chiamato I. podsavezni razred ("Prima classe sottofederale"), fu vinto dallo Slavija Varaždin, al suo terzo titolo nella ZNP.
Il campionato era diviso era diviso fra le squadre di Zagabria città (divise in 6 divisioni chiamate razred) e quelle della provincia (divise in varie parrocchie, župe). La vincitrice della 1. razred affrontava i campioni della provincia per il titolo sottofederale ed al Državno prvenstvo 1935-1936.

## Avvenimenti
Nell'assemblea federale dell'agosto 1936 è stato discusso il format per il torneo Državno prvenstvo 1936-1937: è stato scelto quello a girone all'italiana invece di quello a coppa ad eliminazione diretta per 296 voti a 263. Il campionato verrà costituito da 10 squadre: 3 dalla sottofederazione di Belgrado e 3 da quella di Zagabria, l'Hajduk come rappresentante di quella di Spalato; gli ultimi 3 posti sono stati assegnati in base ai risultati del campionato precedente: Slavija Sarajevo, SK Lubiana e Slavija Osijek (quest'ultima dopo uno spareggio contro il NAK Novi Sad).
Come rappresentanti della sottofederazione di Zagabria vengono scelti Građanski, HAŠK e Concordia, che così vengono ammessi di diritto al campionato nazionale.

## Struttura
```
I termini "in casa" e "in trasferta" non hanno senso perché pochi club avevano un proprio stadio, solo cinque impianti di Zagabria rispettano il regolamento per le partite: 
Koturaška cesta
 del 
Građanski
, 
Maksimir
 del 
HAŠK
, 
Tratinska cesta
 del 
Concordia
, Miramarska cesta del 
Viktorija
 e dello 
Željezničar
) e quello dello 
Šparta
.
[
3
]
```

| 1º livello | Državno prvenstvo    | 10 squadre |
| 2º livello | 1. podsavezni razred | 6 squadre  |
| 3º livello | 1/A razred           | 9 squadre  |
| 4º livello | 1/B razred           | 9 squadre  |
| 5º livello | 2. razred            | 10 squadre |
| 6º livello | 3. razred            | 5 squadre  |
| 7º livello | 4. razred            | 6 squadre  |

## Classifica
|                   | Pos. | Squadra              | Pt | G  | V | N | P | GF | GS | QR    |
| ----------------- | ---- | -------------------- | -- | -- | - | - | - | -- | -- | ----- |
|                   | 1.   | Slavija Varaždin     | 15 | 10 | 6 | 3 | 1 | 29 | 7  | 4,142 |
|                   | 2.   | Šparta Zagabria      | 14 | 10 | 6 | 2 | 2 | 37 | 20 | 1,850 |
|                   | 3.   | Željezničar Zagabria | 8  | 10 | 2 | 4 | 4 | 15 | 16 | 0,937 |
|                   | 4.   | Viktorija Zagabria   | 8  | 10 | 3 | 2 | 5 | 12 | 21 | 0,571 |
|                   | 5.   | Makabi Zagabria      | 8  | 10 | 2 | 4 | 4 | 16 | 31 | 0,516 |
|                   | 6.   | Hajduk Zagabria      | 7  | 10 | 2 | 3 | 5 | 13 | 27 | 0,481 |
| Fonte: exyufudbal |      |                      |    |    |   |   |   |    |    |       |

Legenda:
      Campione della ZNP ed ammesso alle qualificazioni per il Državno prvenstvo 1937-1938.
  Partecipa agli spareggi.
      Retrocessa nella divisione inferiore.
Note:
Due punti a vittoria, uno a pareggio, zero a sconfitta.